# Inner Mongolia BaoTou Steel Union
Inner Mongolia BaoTou Steel Union ist ein chinesisches Unternehmen. Das Unternehmen ist im Aktienindex SSE 50 gelistet. Das Unternehmen ist ein Tochterunternehmen der Baotou Iron & Steel Group. 
Inner Mongolia BaoTou Steel Union ist ein Montanunternehmen und produziert Stahl und auf Stahl basierende Produkte.
2003 erhielt das deutsche Unternehmen SMS Meer aus Mönchengladbach den Auftrag ein Schienen- und Trägerwalzwerk für Inner Mongolia BaoTou Steel Union zu fertigen.